# Jakob Houbraken

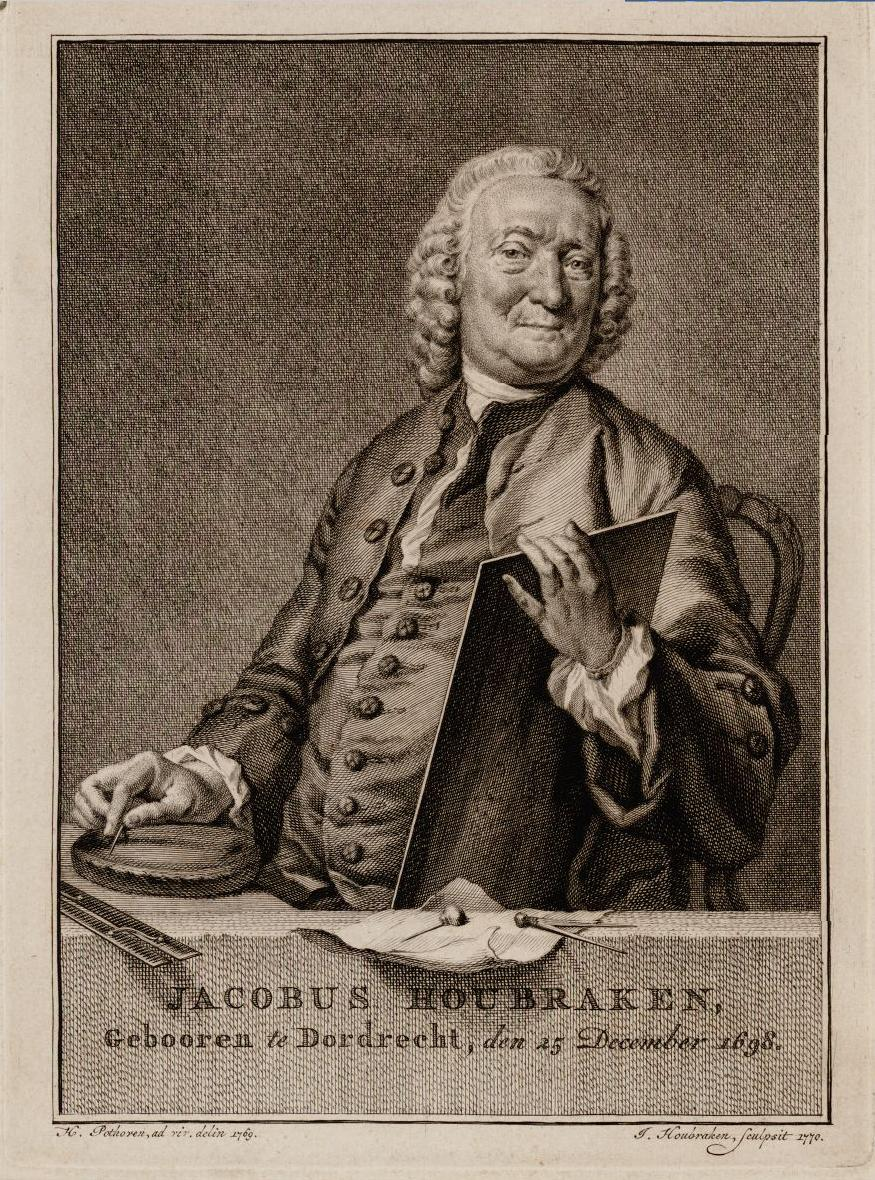
Jakob Houbraken

Jakob Houbraken (även Jacobus Houbraken), född 25 december 1698 i Dordrecht, död 14 november 1780 i Amsterdam, nederländsk kopparstickare. Son till Arnold Houbraken.
Jakob Houbraken utbildade sig efter Nanteuil, Edelinck och Devret. Han anses som en av de förnämste mästarna i sitt fack genom sin förmåga att förena det fina med det otvungna. Av hans verk berömmes Thomas Moores porträtt, efter Hans Holbein d.y., m. fl. Han stack därjämte porträtten till sin faders konsthistoriska arbete och till Jan van Gools Nieuwe schouburg der Nederlantsche kunstschilders (Haag 1750–51).